# Leap-The-Dips
Leap-The-Dips is een houten zijfrictieachtbaan in het Amerikaanse attractiepark Lakemont Park.
Leap The Dips is bijzonder omdat het de oudste nog steeds bestaande achtbaan ter wereld is.

## Geschiedenis
De achtbaan werd gebouwd in 1902 en is gesitueerd in Lakemont Park in Altoona in de Amerikaanse staat Pennsylvania. De ontwerper was Edward Jay Morris.
Het is een van hout geconstrueerde achtbaan met houten karretjes. De achtbaan is in bedrijf geweest van 1902 tot 1985 waarna hij vanwege ouderdomsgebreken stil werd gelegd tot 1999. Tussen 1997 en 1999 is de baan helemaal gerestaureerd, doordat hij in 1996 als een National Historic Landmark werd aangewezen. Op 5 mei 1999 werd hij weer in gebruik genomen.
In 2024 besloot Lakemont Park om al haar attracties, inclusief Leap the Dips dus, gesloten te houden.

## Technische gegevens
De baan heeft een totale lengte van 442,6 m en een hoogte van 12,5 m. De totale ritduur is 1 minuut en tijdens de rit wordt een maximale hellingshoek van 25 graden bereikt.
De achtbaan wordt vermeld in het National Register of Historic Places, een Amerikaanse monumentenlijst. Hierdoor moet de achtbaan tot ten minste 2066 onderhouden en beschermd worden.